# Кубок мира по лыжному двоеборью 1985/1986
Кубок мира по лыжному двоеборью 1985/1986 - 3-й по счёту Кубок мира. Сезон начался 21 декабря в Тарвизио, а закончился 22 марта в Штрбске-Плесо. В ходе Кубка мира было запланировано и проведено 7 стартов. Кубок мира защищал норвежец Гейр Андерсен. В ходе соревнований новым обладателем Кубка мира стал немецкий спортсмен Херманн Вайнбух.

## Календарь и результаты
| Этап | Дата            | Место         | Дисциплина  | Победитель       | Второй призёр    | Третий призёр      | Детали |
| ---- | --------------- | ------------- | ----------- | ---------------- | ---------------- | ------------------ | ------ |
| 1.   | 21 декабря 1985 | Тарвизио      | К-90/15 км  | Гейр Андерсен    | Херманн Вайнбух  | Томас Мюллер       | [ 1 ]  |
| 2.   | 29 декабря 1985 | Обервизенталь | К-90/15 км  | Томас Мюллер     | Уве Дотцауэр     | Херманн Вайнбух    | [ 2 ]  |
| 3.   | 4 января 1986   | Шонах         | К-90/15 км  | Херманн Вайнбух  | Томас Мюллер     | Фредди Гланцманн   | [ 3 ]  |
| 4.   | 18 января 1986  | Мурау         | К-90/15 км  | Херманн Вайнбух  | Халлстейн Бёгсет | Томас Мюллер       | [ 4 ]  |
| 5.   | 28 февраля 1986 | Лахти         | К-90/15 км  | Херманн Вайнбух  | Гейр Андерсен    | Клаус Зульценбахер | [ 5 ]  |
| 6.   | 14 марта 1986   | Осло          | К-120/15 км | Халлстейн Бёгсет | Херманн Вайнбух  | Клаус Зульценбахер | [ 6 ]  |
| 7.   | 22 марта 1986   | Штрбске-Плесо | К-90/15 км  | Херманн Вайнбух  | Хуберт Шварц     | Гейр Андерсен      | [ 7 ]  |

## Общий зачёт
| Место | Спортсмен        | Очки |
| ----- | ---------------- | ---- |
| 1.    | Херманн Вайнбух  | 120  |
| 2.    | Томас Мюллер     | 86   |
| 3.    | Гейр Андерсен    | 81   |
| 4.    | Халлстейн Бёгсет | 73   |
| 5.    | Хуберт Шварц     | 48   |
| 6.    | Фредди Гланцманн | 44   |
| 7.    | Жан-Паоло Моселе | 43   |
| 8.    | Эспен Андерсен   | 41   |
| 9.    | Андреас Шаад     | 40   |
| 9.    | Уве Дотцауэр     | 40   |

## Примечание
1. ↑  Tarvisio (ITA) 21.12.1985  Men's Gundersen K90/15.0 Km. Дата обращения: 6 июня 2015. Архивировано 4 января 2016 года.
2. ↑  Oberwiesenthal (DDR) 29.12.1985 Men's Gundersen K90/15.0 Km. Дата обращения: 6 июня 2015. Архивировано 10 октября 2015 года.
3. ↑  Schonach (BRD) 04.01.1986 Men's Gundersen K90/15.0 Km. Дата обращения: 6 июня 2015. Архивировано 17 октября 2015 года.
4. ↑  Murau (AUT) 18.01.1986 Men's Gundersen K90/15.0 Km. Дата обращения: 6 июня 2015. Архивировано 19 декабря 2016 года.
5. ↑  Lahti (FIN) 28.02.1986 Men's Gundersen K90/15.0 Km. Дата обращения: 6 июня 2015. Архивировано 22 октября 2015 года.
6. ↑  Oslo (NOR) 14.03.1986 Men's Gundersen K120/15.0 Km. Дата обращения: 6 июня 2015. Архивировано 19 октября 2015 года.
7. ↑  Strbske Pleso (TCH) 22.03.1986 Men's Gundersen K90/15.0 Km. Дата обращения: 6 июня 2015. Архивировано 17 октября 2015 года.